# (14790) Белецкий
(14790) Белецкий (лат. Beletskij) — типичный астероид главного пояса, открыт 30 июля 1970 года советским астрономом Тамарой Смирновой в Крымской астрофизической обсерватории и 30 декабря 2001 года назван в честь учёного Владимира Белецкого.

## Обнаружение и именование
(14790) Белецкий
Открыт 30 июля 1970 года в Крымской астрофизической обсерватории Т. М. Смирновой.
Владимир Васильевич Белецкий (р. 1930) — член-корреспондент Российской академии наук и профессор Московского университета, является выдающимся специалистом в области небесной механики и теории космических полётов. Разработал нелинейную теорию вращения и ориентации естественных небесных тел и искусственных спутников.
Оригинальный текст (англ.)14790 Beletskij
Discovered 1970 July 30 by T. M. Smirnova at the Crimean Astrophysical Observatory.
Vladimir Vasilʹevich Beletskij (b. 1930), a corresponding member of the Russian Academy of Sciences and professor of Moscow University, is a prominent expert in celestial mechanics and spaceflight theory. He developed a nonlinear theory for the rotation and orientation of natural celestial bodies and artificial satellites.
Источники: 20011230/MPCPages.arc; M.P.C. 44186.

## Орбита

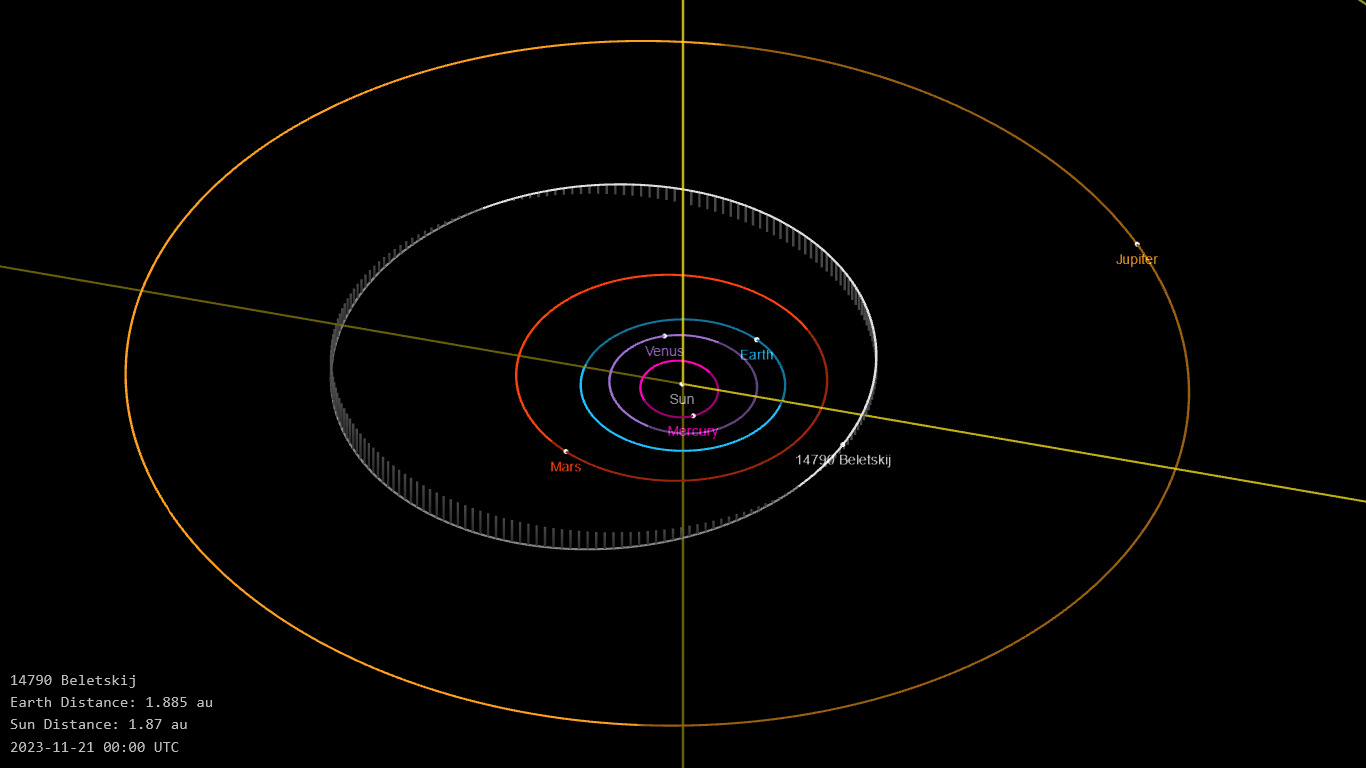
Орбита астероида Белецкий и его положение в Солнечной системе

## Физические характеристики
Астероид относится к таксономическому классу C.
По результатам наблюдений в видимом и ближнем инфракрасном диапазоне космического телескопа NEOWISE и наблюдений в инфракрасном диапазоне спутника Akari диаметр астероида сначала оценивался равным 10,437±0,066 км, позже — 6,51±0,75 км, 6,24±0,15 км, 8,01±1,70 км, 10,184±0,080 км, 7,33±1,83 км. Согласно тем же источникам альбедо оценивается как 0,0569±0,0055, 0,219±0,051, 0,217±0,012, 0,10±0,03, 0,127±0,021 и 0,117±0,072.